# 3450 Dommanget
3450 Dommanget è un asteroide della fascia principale. Scoperto nel 1983, presenta un'orbita caratterizzata da un semiasse maggiore pari a 2,7456644 au e da un'eccentricità di 0,0635966, inclinata di 6,46657° rispetto all'eclittica.
L'asteroide è dedicato all'astronomo belga Jean Dommanget.